# ناصر نوربخش دماوندی
ناصر نوربخش دماوندی سیاست‌مدار ایرانی بود، که در دوره بیست و چهارم مجلس شورای ملی به‌عنوان نماینده دماوند از استان تهران در مجلس شورای ملی حضور داشت.